# Ersatzschaltungen des Bipolartransistors
Um das Verhalten eines Bipolartransistors oder Feldeffekttransistors auch in komplexen Schaltungen berechnen zu können, benötigt man ein vereinfachtes, abstraktes Modell. Es gibt verschiedene Stufen der Abstraktion. Meist werden zur Dimensionierung einfache Modelle verwendet, für die Schaltungssimulation komplexere Modelle bzw. deren Ersatzschaltbild.
Theoretisch wäre auch eine exakte Berechnung des physikalischen Verhaltens, beispielsweise über eine Monte-Carlo-Simulation möglich, aber schon in relativ einfachen elektrischen Netzwerken übersteigt der Rechenaufwand einer solchen Simulation die Leistung heutiger Computer. Die Modelle dienen daher zur Vereinfachung und hinreichenden Nachbildung der realen Abläufe, um so den Rechenaufwand drastisch zu reduzieren.
Eine weitere Vereinfachung kann durch die Nutzung unterschiedlicher Modelle für den statischen und den dynamischen Betrieb erreicht werden. Erstere dienen zur gleichstrommäßigen Dimensionierung, und damit vor allem zur Berechnung der korrekten Arbeitspunkteinstellung, sowie für niederfrequente Logikschaltungen (z. B. TTL). Modelle für den dynamischen Betrieb dienen der wechselstrommäßigen Dimensionierung und damit zur Berechnung von Schaltungen für die Signalübertragung und Signalverarbeitung.
Der vorliegende Artikel beschäftigt sich ausschließlich mit der Modellierung des Bipolartransistors, für Informationen über den Aufbau und die Verwendung von Bipolartransistoren wird auf den Hauptartikel verwiesen.

## Formelzeichen
Im Folgenden werden die hier verwendeten Formelzeichen aufgelistet. Für weitere Formelzeichen siehe auch die mathematische Beschreibung.
| Zeichen                  | Beschreibung                                      |
| ------------------------ | ------------------------------------------------- |
| {\displaystyle I_{B,N}}  | Idealer Basisstrom der Emitter-Diode              |
| {\displaystyle I_{B,I}}  | Idealer Basisstrom der Kollektor-Diode            |
| {\displaystyle I_{B,E}}  | Basis-Leckstrom der Emitter-Diode                 |
| {\displaystyle I_{B,C}}  | Basis-Leckstrom der Kollektor-Diode               |
| {\displaystyle I_{T}}    | Kollektor-Emitter-Transportstrom                  |
| {\displaystyle I_{D,S}}  | Strom der Substrat-Diode                          |
|                          |                                                   |
| {\displaystyle R_{B}}    | Basiswiderstand                                   |
| {\displaystyle R_{C}}    | Kollektorbahnwiderstand                           |
| {\displaystyle R_{E}}    | Emitterwiderstand                                 |
|                          |                                                   |
| {\displaystyle C_{S,E}}  | Sperrschichtkapazität der Emitter-Diode           |
| {\displaystyle C_{S,Ci}} | Interne Sperrschichtkapazität der Kollektor-Diode |
| {\displaystyle C_{S,Ce}} | Externe Sperrschichtkapazität der Kollektor-Diode |
| {\displaystyle C_{S,S}}  | Sperrschichtkapazität der Substrat-Diode          |
| {\displaystyle C_{D,N}}  | Diffusionskapazität der Emitter-Diode             |
| {\displaystyle C_{D,I}}  | Diffusionskapazität der Kollektor-Diode           |

### Formelzeichen für das statische und dynamische Verhalten
| Zeichen                                                                            | Beschreibung                                      |
| ---------------------------------------------------------------------------------- | ------------------------------------------------- |
| {\displaystyle I_{S}}                                                              | Sättigungssperrstrom                              |
| {\displaystyle I_{S,S}}                                                            | Sättigungssperrstrom der Substrat-Diode           |
| {\displaystyle B_{N}}                                                              | Ideale Stromverstärkung im Normalbetrieb          |
| {\displaystyle B_{I}}                                                              | Ideale Stromverstärkung im Inversbetrieb          |
|                                                                                    |                                                   |
| {\displaystyle I_{S,E}}                                                            | Leck-Sättigungssperrstrom der Emitter-Diode       |
| {\displaystyle I_{S,C}}                                                            | Leck-Sättigungssperrstrom der Kollektor-Diode     |
| {\displaystyle n_{E}}                                                              | Emissionskoeffizient der Emitter-Diode            |
| {\displaystyle n_{C}}                                                              | Emissionskoeffizient der Kollektor-Diode          |
|                                                                                    |                                                   |
| {\displaystyle I_{K,N}}                                                            | Kniestrom zur starken Injektion im Normalbetrieb  |
| {\displaystyle I_{K,I}}                                                            | Kniestrom zur starken Injektion im Inversbetrieb  |
|                                                                                    |                                                   |
| {\displaystyle U_{T}}                                                              | Temperaturspannung (ca. 26 mV bei Raumtemperatur) |
|                                                                                    |                                                   |
| {\displaystyle U_{A,N}}                                                            | Early-Spannung im Normalbetrieb                   |
| {\displaystyle U_{A,I}}                                                            | Early-Spannung im Inversbetrieb                   |
|                                                                                    |                                                   |
| {\displaystyle R_{Be}}                                                             | Externer Bahnwiderstand                           |
| {\displaystyle R_{Bi}}                                                             | Interner Bahnwiderstand1)                         |
| 1) wird in PSpice aus der Gleichung {\displaystyle R_{B}=R_{Be}+R_{Bi}} berechnet. |                                                   |

| Zeichen                             | Beschreibung                                                |
| ----------------------------------- | ----------------------------------------------------------- |
| {\displaystyle C_{S0,E}}            | Null-Kapazität der Emitter-Diode                            |
| {\displaystyle C_{S0,C}}            | Null-Kapazität der Kollektor-Diode                          |
| {\displaystyle C_{S0,S}}            | Null-Kapazität der Substrat-Diode                           |
| {\displaystyle U_{{\text{diff}},E}} | Diffusionsspannung der Emitter-Diode                        |
| {\displaystyle U_{{\text{diff}},C}} | Diffusionsspannung der Kollektor-Diode                      |
| {\displaystyle U_{{\text{diff}},S}} | Diffusionsspannung der Substrat-Diode                       |
| {\displaystyle m_{S,E}}             | Kapazitätskoeffizient der Emitter-Diode                     |
| {\displaystyle m_{S,C}}             | Kapazitätskoeffizient der Kollektor-Diode                   |
| {\displaystyle m_{S,S}}             | Kapazitätskoeffizient der Substrat-Diode                    |
|                                     |                                                             |
| {\displaystyle x_{CSC}}             | Aufteilungskoeffizient der Kapazität in der Kollektor-Diode |
| {\displaystyle f_{S}}               | Koeffizient für den Kapazitätsverlauf                       |
|                                     |                                                             |
| {\displaystyle \tau _{0,N}}         | Ideale Transitzeit im Normalbetrieb                         |
| {\displaystyle \tau _{0,I}}         | Ideale Transitzeit im Inversbetrieb                         |
| {\displaystyle x_{\tau ,N}}         | Transitzeitkoeffizient im Normalbetrieb                     |
| {\displaystyle x_{\tau ,I}}         | Transitzeitkoeffizient im Inversbetrieb                     |
| {\displaystyle U_{\tau ,N}}         | Transitzeitspannung im Normalbetrieb                        |
| {\displaystyle U_{\tau ,I}}         | Transitzeitspannung im Inversbetrieb                        |
| {\displaystyle I_{\tau ,N}}         | Transitzeitstrom im Normalbetrieb                           |
| {\displaystyle I_{\tau ,I}}         | Transitzeitstrom im Inversbetrieb                           |

### Weitere Formelzeichen
| Zeichen                 | Beschreibung                               |
| ----------------------- | ------------------------------------------ |
| {\displaystyle x_{T,I}} | Temperaturkoeffizient der Sperrströme      |
| {\displaystyle x_{T.B}} | Temperaturkoeffizient der Stromverstärkung |

### Englische Bezeichnung
Da Datenblätter meist in Englisch verfasst sind, muss man auch die verwendeten Formelzeichen übersetzen können. Im Wesentlichen sind dies:
| Deutsch       | Deutsch | Englisch       | Englisch |
| Bezeichnung   | Zeichen | Bezeichnung    | Zeichen  |
| ------------- | ------- | -------------- | -------- |
| Spannung      | U       | voltage        | V        |
| Normalbetrieb | N       | forward region | F        |
| Inversbetrieb | I       | reverse region | R        |
| Sperrschicht  | S       | junction       | J        |

Die anderen Bezeichnungen können beibehalten werden.

## Modelle für das statische Verhalten

### Ebers-Moll-Modell

Ebers-Moll-Modell eines npn-Transistors

Das Ebers-Moll-Modell (nach John Lewis Moll und Jewell James Ebers, 1954) ist das einfachste Modell für den Bipolartransistor. Es hat nur drei Parameter und beschreibt damit die wichtigsten Effekte. Das Ebers-Moll-Modell wird mit Hilfe eines Dioden-Ersatzschaltbildes dargestellt.
Ein npn-Transistor besteht aus zwei antiseriellen pn-Übergängen (Dioden) mit gemeinsamer p-Zone. Diese Übergänge werden als Emitter-Diode (Basis-Emitter-Diode; BE-Diode) und Kollektor-Diode (Basis-Kollektor-Diode; BC-Diode) bezeichnet. Durch die dünne Basis (p-Zone) im Bipolartransistor fließt der Großteil des Stromes über den Emitter ab. Daher besteht das Ebers-Moll-Modell zusätzlich zu den beiden Dioden aus zwei gesteuerten Stromquellen, die den Stromfluss durch die Basis beschreiben. Die Stromquellen verhalten sich genauer gesagt als Stromsenken. Damit sich {\displaystyle I_{\mathrm {C} }} ausbilden kann, ist der Transistor in einem geeigneten Stromkreis zu betreiben, den eine tatsächlich existierende Energiequelle speist. Für den pnp-Transistor werden die Vorzeichen einfach umgedreht.
Zusätzlich wird noch ein Steuerfaktor für den Normalbetrieb {\displaystyle A_{N}\approx 0{,}98\dots 0{,}998} sowie den Inversbetrieb {\displaystyle A_{I}\approx 0{,}5\dots 0{,}9} verwendet, um den unsymmetrischen Aufbau eines realen npn-Transistors zu berücksichtigen.
{\displaystyle I_{D,N}=I_{S,N}\,\left(e^{\frac {U_{BE}}{U_{T}}}-1\right)}
{\displaystyle I_{D,I}=I_{S,I}\,\left(e^{\frac {U_{BC}}{U_{T}}}-1\right)}
{\displaystyle I_{C}=A_{N}\,I_{S,N}\,\left(e^{\frac {U_{BE}}{U_{T}}}-1\right)-I_{S,I}\,\left(e^{\frac {U_{BC}}{U_{T}}}-1\right)}
{\displaystyle I_{E}=-I_{S,N}\,\left(e^{\frac {U_{BE}}{U_{T}}}-1\right)+A_{I}\,I_{S,I}\,\left(e^{\frac {U_{BC}}{U_{T}}}-1\right)}
{\displaystyle I_{B}=\left(1-A_{N}\right)\,I_{S,N}\,\left(e^{\frac {U_{BE}}{U_{T}}}-1\right)+\left(1-A_{I}\right)\,I_{S,I}\,\left(e^{\frac {U_{BC}}{U_{T}}}-1\right)}
Im Normalbetrieb sperrt die BC-Diode da {\displaystyle U_{BC}<0} und kann deshalb vernachlässigt werden. Zusätzlich kann die zugehörige Exponentialfunktion durch −1 ersetzt werden, da {\displaystyle U_{BE}\gg U_{T}} ist. Umgekehrt sperrt im Inversbetrieb die BE-Diode, wodurch man auch in diesem Fall eine Vereinfachung der Gleichung auf dieselbe Weise erhält.
| Normalbetrieb | Inversbetrieb |
| --- | --- |
| | |
| {\displaystyle I_{C}=I_{S}\,e^{\frac {U_{BE}}{U_{T}}}} {\displaystyle I_{E}=-{\frac {1}{A_{N}}}\,I_{S}\,e^{\frac {U_{BE}}{U_{T}}}} {\displaystyle I_{B}=-{\frac {1-A_{N}}{A_{N}}}\,I_{S}\,e^{\frac {U_{BE}}{U_{T}}}={\frac {1}{B_{N}}}\,I_{S}\,e^{\frac {U_{BE}}{U_{T}}}} mit {\displaystyle A_{N}=-{\frac {I_{C}}{I_{E}}}\approx 0{,}98\dots 0{,}998} {\displaystyle B_{N}={\frac {A_{N}}{1-A_{N}}}=-{\frac {I_{C}}{I_{B}}}\approx 50\dots 500} | {\displaystyle I_{C}=I_{S}\,e^{\frac {U_{BC}}{U_{T}}}} {\displaystyle I_{E}=-{\frac {1}{A_{I}}}\,I_{S}\,e^{\frac {U_{BC}}{U_{T}}}} {\displaystyle I_{B}=-{\frac {1-A_{I}}{A_{I}}}\,I_{S}\,e^{\frac {U_{BC}}{U_{T}}}={\frac {1}{B_{I}}}\,I_{S}\,e^{\frac {U_{BC}}{U_{T}}}} mit {\displaystyle A_{I}=-{\frac {I_{E}}{I_{C}}}\approx 0{,}5\dots 0{,}9} {\displaystyle B_{I}={\frac {A_{I}}{1-A_{I}}}=-{\frac {I_{E}}{I_{B}}}\approx 1\dots 10} |

#### Ebers-Moll-Modell im Sättigungsbetrieb
Wenn man den Bipolartransistor als Schalter einsetzt, kommt dieser vom Normalbetrieb in den Sättigungsbetrieb. Hier ist vor allem die minimal erreichbare Kollektor-Emitter-Spannung {\displaystyle U_{CE,sat}(I_{B},\,I_{C})} interessant. Aufgelöst für diese Spannung erhält man die Gleichung
{\displaystyle U_{CE,sat}(I_{B},\,I_{C})=U_{T}\,\ln {\frac {B_{N}\,\left(1+B_{I}\right)\,\left(B_{I}\,I_{B}+I_{C}\right)}{B_{I}^{2}\,\left(B_{N}\,I_{B}-I_{C}\right)}}}
Bei {\displaystyle 0<I_{C}<B_{N}\,I_{B}} gilt {\displaystyle U_{CE,sat}\approx 20\dots 200\,\mathrm {mV} }. Das Minimum erhält man bei {\displaystyle I_{C}=0}:
{\displaystyle U_{CE,sat}\left(I_{C}=0\right)=U_{T}\,\ln \left(1+{\frac {1}{B_{I}}}\right)=-U_{T}\,\ln A_{I}}
Für den Inversbetrieb vertauscht man Emitter und Kollektor. Dadurch erhält man für die Sättigung mit {\displaystyle I_{E}=0}:
{\displaystyle U_{EC,sat}\left(I_{E}=0\right)=U_{T}\,\ln \left(1+{\frac {1}{B_{N}}}\right)=-U_{T}\,\ln A_{N}}
Da {\displaystyle A_{I}<A_{N}<1} gilt {\displaystyle U_{EC,sat}(I_{E}=0)<U_{CE,sat}(I_{C}=0)}. Dabei gilt üblicherweise {\displaystyle U_{CE,sat}(I_{C}=0)\approx 2\dots 20\,\mathrm {mV} } und {\displaystyle U_{EC,sat}(I_{E}=0)\approx 0{,}05\dots 0{,}5\,\mathrm {mV} }.

### Transportmodell

Transportmodell eines npn-Transistors

Durch die Umformung der beiden Stromquellen des Ebers-Moll-Modells in eine einzige gesteuerte Stromquelle erhält man das Transportmodell des Bipolartransistors. Das Transportmodell beschreibt das Gleichstromverhalten. Emitter- und Kollektor-Diode werden dabei als ideal angenommen und der durch die Basis fließende Strom wird als Transportstrom {\displaystyle I_{T}} getrennt berechnet.
Für das Transportmodell gelten die folgenden Gleichungen:
{\displaystyle I_{B,N}={\frac {I_{S}}{B_{N}}}\,\left(e^{\frac {U_{BE}}{U_{T}}}-1\right)}
{\displaystyle I_{B,I}={\frac {I_{S}}{B_{I}}}\,\left(e^{\frac {U_{BC}}{U_{T}}}-1\right)}
{\displaystyle I_{B}=I_{B,N}+I_{B,I}={\frac {I_{S}}{B_{N}}}\,\left(e^{\frac {U_{BE}}{U_{T}}}-1\right)+{\frac {I_{S}}{B_{I}}}\,\left(e^{\frac {U_{BC}}{U_{T}}}-1\right)}
{\displaystyle I_{T}=B_{N}\,I_{B,N}-B_{I}\,I_{B,I}=I_{S}\,\left(e^{\frac {U_{BE}}{U_{T}}}-e^{\frac {U_{BC}}{U_{T}}}\right)}
{\displaystyle I_{C}=I_{S}\,\left[e^{\frac {U_{BE}}{U_{T}}}-\left(1+{\frac {1}{B_{I}}}\right)\,e^{\frac {U_{BC}}{U_{T}}}+{\frac {1}{B_{I}}}\right]}
{\displaystyle I_{E}=I_{S}\,\left[e^{\frac {U_{BC}}{U_{T}}}-\left(1+{\frac {1}{B_{N}}}\right)\,e^{\frac {U_{BE}}{U_{T}}}+{\frac {1}{B_{N}}}\right]}

Vereinfachtes Transportmodell für den Normalbetrieb eines npn-Transistors

Da für den Normalbetrieb die Sperrströme vernachlässigt werden können, erhält man das reduzierte Transportmodell mit:
{\displaystyle I_{C}=B_{N}\,I_{B}=I_{S}\,e^{\frac {U_{BE}}{U_{T}}}}
{\displaystyle I_{B}={\frac {I_{C}}{B_{N}}}={\frac {I_{S}}{B_{N}}}\,e^{\frac {U_{BE}}{U_{T}}}}
{\displaystyle I_{E}=-\left(I_{C}+I_{B}\right)=-\left(1+B_{N}\right)\,I_{B}}

#### Modellierung statischer Effekte im Transportmodell

Erweitertes Transportmodell eines npn-Transistors

Um das statische Verhalten des Bipolartransistors besser modellieren zu können, muss das Transportmodell entsprechend erweitert werden. Dabei sind vor allem die folgenden Effekte zu berücksichtigen:
- Leckströme
- Hochstromeffekt
- Early-Effekt

Für das um diese Effekte erweiterte Transportmodell gelten im Allgemeinen die Zusammenhänge:
{\displaystyle I_{B}=I_{B,N}+I_{B,I}+I_{B,E}+I_{B,C}}
{\displaystyle I_{C}={\frac {B_{N}}{q_{B}}}\,I_{B,N}-\left({\frac {B_{I}}{q_{B}}}+1\right)\,I_{B,I}-I_{B,C}}
{\displaystyle I_{E}=-\left({\frac {B_{N}}{q_{B}}}+1\right)\,I_{B},N+{\frac {B_{I}}{q_{B}}}\,I_{B,I}-I_{BE}}
was sich aus den im Weiteren erläuterten Formeln ergibt.

##### Leckströme
Die Leckströme, die durch die Ladungsträgerrekombination in den pn-Übergängen erzeugt werden, werden zu den jeweiligen Strömen der Kollektor- und der Emitter-Diode hinzuaddiert. Das wird erreicht, indem man den Dioden im Transportmodell jeweils eine weitere Diode parallelschaltet. Diese zusätzlichen Dioden werden über die Leck-Sättigungs-Sperrströme {\displaystyle I_{S,E}} und {\displaystyle I_{S,C}}, sowie über die Emissionskoeffizienten {\displaystyle n_{E}\approx 1{,}5} und {\displaystyle n_{C}\approx 2} beschrieben.
{\displaystyle I_{B,E}=I_{S,E}\,\left(e^{\frac {U_{BE}}{n_{E}\,U_{T}}}-1\right)}
{\displaystyle I_{B,C}=I_{S,C}\,\left(e^{\frac {U_{BC}}{n_{C}\,U_{T}}}-1\right)}

##### Hochstrom- und Early-Effekt
Wenn der Strom durch den Transistor sehr stark ist, ist der Transportstrom eines realen Transistors durch die hohe Ladungsträgerkonzentration in der Basis kleiner als durch das Grundmodell dargestellt. Dieser Effekt wird auch als Hochstromeffekt bzw. als starke Injektion bezeichnet.
Zusätzlich beeinflussen die Spannungen {\displaystyle U_{BE}} und {\displaystyle U_{BC}} die effektive Dicke der Basiszone und wirken sich somit auf den Transportstrom {\displaystyle I_{T}} aus. Dieser Effekt ist als Early-Effekt bekannt.
Der Hochstrom- und der Early-Effekt wird durch die dimensionslose Größe {\displaystyle q_{B}} dargestellt.
{\displaystyle I_{T}={\frac {B_{N}\,I_{B,N}-B_{I}\,I_{B,I}}{q_{B}}}={\frac {I_{S}}{q_{B}}}\,\left(e^{\frac {U_{BE}}{U_{T}}}-e^{\frac {U_{BC}}{U_{T}}}\right)}
{\displaystyle q_{B}} ist dabei die relative Majoritätsträgerladung und setzt sich aus der Größe des Early-Effekts {\displaystyle q_{\text{Early}}} und der Größe des Hochstromeffektes {\displaystyle q_{\text{Hoch}}} zusammen:
{\displaystyle q_{B}={\frac {q_{\text{Early}}}{2}}\,\left(1+{\sqrt {1+4\,q_{\text{Hoch}}}}\right)}
{\displaystyle q_{\text{Early}}={\frac {1}{1-{\frac {U_{BE}}{U_{A,I}}}-{\frac {U_{BC}}{U_{A,N}}}}}}
{\displaystyle q_{\text{Hoch}}={\frac {I_{S}}{I_{K,N}}}\left(e^{\frac {U_{BE}}{U_{T}}}-1\right)+{\frac {I_{S}}{I_{K,I}}}\left(e^{\frac {U_{BC}}{U_{T}}}-1\right)}
{\displaystyle U_{A,N}} und {\displaystyle U_{A,I}} sind  die Early-Spannungen mit {\displaystyle U_{A}\approx 30\dots 150\,\mathrm {V} }. {\displaystyle I_{K,N}} und {\displaystyle I_{K,I}} sind die Knieströme der starken Injektion. Die Größe der Knieströme ist von der Größe und damit der Bauform des Transistors abhängig und liegen im Milliampere- (Kleinleistungtransitor) bis Amperebereich (Leistungstransistor).

##### Hochstrom- und Early-Effekt im Normalbetrieb

Gummel-Plot mit U_{CE} = konst.

Bei der Betrachtung des Kollektorstromes kommt die Auswirkung des Faktors {\displaystyle q_{B}} besonders zur Geltung. Unter Vernachlässigung der Sperrströme erhält man:
{\displaystyle I_{C}={\frac {B_{N}\,I_{B,N}}{q_{B}}}={\frac {I_{S}\,e^{\frac {U_{BE}}{U_{T}}}}{q_{B}}}}
Bei kleinen bis mittleren Stromgrößen {\displaystyle I_{C}<I_{K,N}} gilt {\displaystyle q_{\text{Hoch}}\ll 1} und somit {\displaystyle q_{B}\approx q_{\text{Early}}}. Zusätzlich gilt
{\displaystyle U_{BC}=U_{BE}-U_{CS}\approx -U_{CE}}
da {\displaystyle U_{BE}\approx 0{,}6\dots 0{,}8\,\mathrm {V} }. Somit erhält man eine Näherungsgleichung für den Early-Effekt:
{\displaystyle q_{\text{Early}}\approx {\frac {1}{1+{\frac {U_{CE}}{U_{A,N}}}}}}
und durch Einsetzen in {\displaystyle I_{C}} erhält man:
{\displaystyle I_{C}\approx I_{S}\,e^{\frac {U_{BE}}{U_{T}}}\,\left(1+{\frac {U_{CE}}{U_{A,N}}}\right)}
Bei großen Strömen {\displaystyle I_{C}\to \infty } ist {\displaystyle q_{\text{Hoch}}\gg 1} und somit {\displaystyle q_{B}\approx q_{\text{Early}}\,{\sqrt {q_{\text{Hoch}}}}}. Durch Einsetzen erhält man:
{\displaystyle I_{C}\approx {\sqrt {I_{S}\,I_{K,N}}}\,e^{\frac {U_{BE}}{2\,U_{T}}}\,\left(1+{\frac {U_{CE}}{U_{A,N}}}\right)}
Unter Vernachlässigung der Sperrströme erhält man für {\displaystyle I_{B}} die Gleichung
{\displaystyle I_{B}={\frac {I_{S}}{B_{N}}}\,e^{\frac {U_{BE}}{U_{T}}}+I_{S,E}\,e^{\frac {U_{BE}}{n_{E}\,U_{T}}}}

##### Stromverstärkung
Für die Stromverstärkung B gilt der Zusammenhang
{\displaystyle B={\frac {I_{C}}{I_{B}}}={\frac {B_{N}}{q_{B}+B_{N}\,\left({\frac {q_{B}}{I_{S}}}\right)^{\frac {1}{n_{E}}}\,I_{S,E}\,I_{C}^{{\frac {1}{n_{E}}}-1}}}}
Zudem ist die Stromverstärkung B von UBE und UCE abhängig, da auch IC und qB von diesen Spannungen abhängig sind.
Der Verlauf der Stromverstärkung wird zur Näherung in drei Abschnitte unterteilt:
1. Leckstrombereich
Bei kleinen Kollektorströmen dominiert der Leckstromanteil IB,E im Basisstrom IB. Dieser Bereich wird folglich als Leckstrombereich bezeichnet. In diesem Bereich gilt aufgrund der Dominanz des Leckstromes die Näherung {\displaystyle I_{B}\approx I_{B,E}} und {\displaystyle q_{B}\approx q_{1}}. Daraus ergibt sich die Vereinfachung:
{\displaystyle B\approx {\frac {I_{C}^{1-{\frac {1}{n_{E}}}}}{I_{S,E}\,\left({\frac {q_{1}}{I_{S}}}\right)^{\frac {1}{n_{E}}}}}\sim I_{C}^{1-{\frac {1}{n_{E}}}}\left(1+{\frac {U_{CE}}{U_{A,N}}}\right)^{\frac {1}{n_{E}}}}
Mit {\displaystyle n_{E}\approx 1{,}5} erhält man {\displaystyle B\sim I_{C}^{\frac {1}{3}}}. Damit ist die Verstärkung B in diesem Bereich kleiner als bei mittelgroßen Kollektorströmen und wird mit steigendem Kollektorstrom {\displaystyle I_{C}} ebenfalls größer.
2. Normalbereich
Bei mittleren Kollektorströmen gilt die Näherung {\displaystyle I_{B}\approx I_{B,N}} und daraus folgend:
{\displaystyle B\approx B_{N}\,\left(1+{\frac {U_{CE}}{U_{A,N}}}\right)}
Daraus ergibt sich ein maximaler Wert, sowie nur eine geringe Abhängigkeit von {\displaystyle I_{C}}, für die Verstärkung B in diesem Bereich. Deshalb werden Transistoren bevorzugt in diesem Bereich betrieben.
3. Hochstrombereich
Bei großen Kollektorströmen kommt es zum Hochstromeffekt. Über den Zusammenhang {\displaystyle I_{B}\approx I_{B,N}} erhält man den Zusammenhang:
{\displaystyle B\approx {\frac {B_{N}}{q_{B}}}\approx B_{N}\,{\frac {I_{K,N}}{I_{C}}}\,\left(1+{\frac {U_{CE}}{U_{A,N}}}\right)^{2}}
Die Stromverstärkung B ist somit indirekt proportional zu IC, was bedeutet, dass die Stromverstärkung mit steigendem Kollektorstrom stark abnimmt.

Abhängigkeit der Verstärkung B vom Kollektorstrom I_{C} in doppellogarithmischer Darstellung bei konstanter Kollektor-Emitter-Spannung U_{CE}

Die maximale Stromverstärkung bei konstanter Kollektor-Emitter-Spannung wird mit Bmax(UCE) bezeichnet. Für Transistoren mit großem Kniestrom IK,N und kleinem Leckstrom IS,E ist der Normalbereich so breit, dass der tatsächliche Verlauf von B mit der Näherungsgeraden in diesem Bereich eine Tangente bildet. Im Schnittpunkt gilt Bmax(UCE) = B0,max = BN, wobei B0,max bei UCE = 0 auftritt. Bei Transistoren mit kleinem Kniestrom und großem Leckstrom hingegen fällt der Normalbereich sehr schmal aus, wobei die Verstärkung unterhalb der Näherungsgeraden bleibt und damit B < BN gilt.

##### Bahnwiderstände

Um Bahnwiderstände erweitertes Transportmodell

Lage der Bahnwiderstände im Halbleiter des Bipolartransistors

Da das Halbleitermaterial für den elektrischen Strom einen Widerstand darstellt, muss dieser Widerstand in Form der Bahnwiderstände dargestellt werden. Man unterscheidet zwischen dem Emitterbahnwiderstand RE, dem Kollektorbahnwiderstand RC und dem Basisbahnwiderstand RB.
Emitterbahnwiderstand
Aufgrund der starken Dotierung und des geringen Längen-zu-Querschnitt-Verhältnisses des Emitters hat RE nur einen kleinen Betrag. Bei Kleinleistungstransistoren beträgt RE etwa 0,1 Ω bis 1 Ω und bei Leistungstransistoren etwa 0,01 Ω bis 0,1 Ω.
Kollektorbahnwiderstand
Der Kollektorbahnwiderstand wird vor allem durch die schwach dotierte Kollektorzone verursacht. Bei Kleinleistungstransistoren beträgt RC etwa 1 Ω bis 10 Ω und bei Leistungstransistoren etwa 0,1 Ω bis 1 Ω.
Basiswiderstand
Der Basiswiderstand wird aus dem externen Basiswiderstand RBe und dem internen Basiswiderstand RBi gebildet. Der externe Basiswiderstand tritt zwischen dem Kontakt der Basis und der aktiven Basiszone auf, während der interne Basiswiderstand quer in der aktiven Basiszone zwischen Emitter und Kollektor auftritt. Bei großen Strömen hat der interne Basiswiderstand nur begrenzt Einfluss, da sich der Strom aufgrund der Stromverdrängung an der Basiszone konzentriert. Zusätzlich wirkt der Early-Effekt, der die Dicke der Basiszone beeinflusst. Diese Effekte werden in der Konstante qB zusammengefasst.
Der Basiswiderstand ergibt sich folglich aus:
{\displaystyle R_{B}=R_{Be}+{\frac {R_{Bi}}{q_{B}}}}
Für den Normalbetrieb folgt durch Auflösen von qB:
{\displaystyle R_{B}={\begin{cases}R_{Be}+R_{Bi}\,\left(1+{\frac {U_{CE}}{U_{A,N}}}\right)&{\text{wenn}}\quad I_{C}<I_{K,N}\\R_{Be}&{\text{wenn}}\quad I_{C}\to \infty \end{cases}}}
Bei Kleinleistungstransistoren beträgt RBe etwa 10 Ω bis 100 Ω und bei Leistungstransistoren etwa 1 Ω bis 10 Ω. RBi ist etwa drei- bis viermal so groß wie RBe.

##### Substrat-Diode

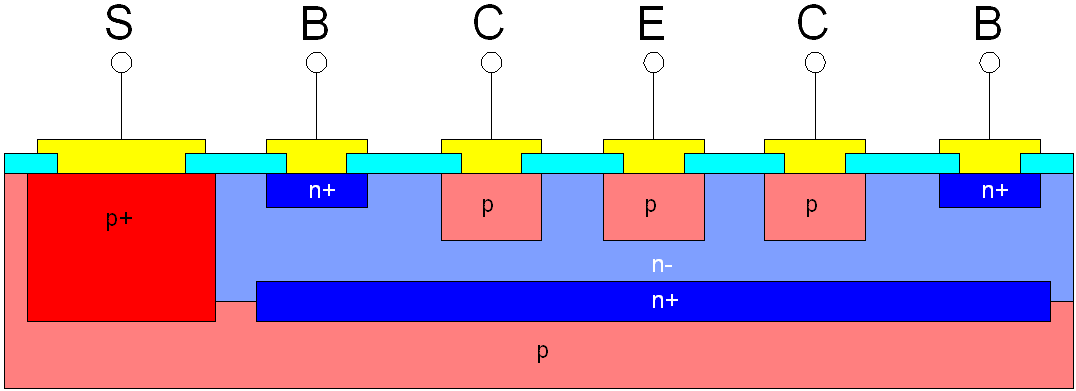
Lateraler integrierter pnp-Transistor

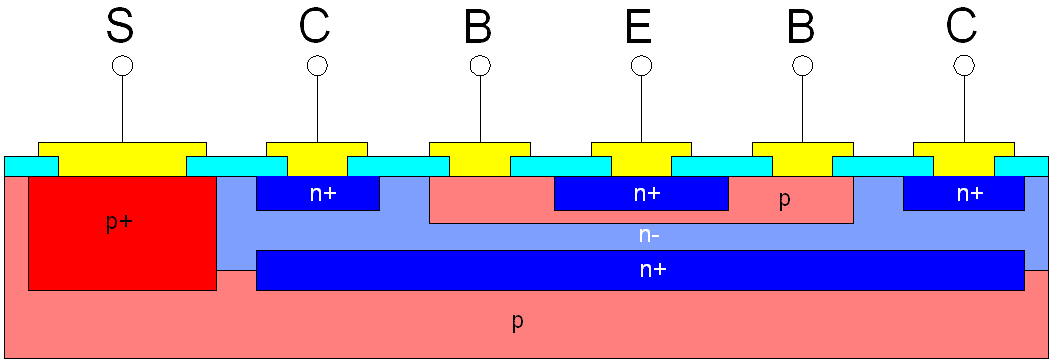
Vertikaler integrierter npn-Transistor

Bei integrierten Transistoren ist bei vertikalen npn-Transistoren zwischen Substrat und Kollektor, sowie bei lateralen pnp-Transistoren zwischen Substrat und Basis, konstruktionsbedingt—wie in den nebenstehenden Abbildungen dargestellt—ein pn-Übergang, die sog. Substrat-Diode. Diese Substrat-Diode wird als herkömmliche pn-Diode über die Shockley-Formel beschrieben. Für den Sättigungssperrstrom IS wird der Sättigungssperrstrom der Substratdiode IS,S eingesetzt:
{\displaystyle I_{D,S}=I_{S,S}\left(e^{\frac {U_{SB}}{U_{T}}}-1\right)} (lateral)
{\displaystyle I_{D,S}=I_{S,S}\left(e^{\frac {U_{SC}}{U_{T}}}-1\right)} (vertikal)
Da die Substrat-Diode üblicherweise nicht beschaltet wird, ist keine Modellierung erforderlich. Bei (fehlerhafter) Beschaltung kann jedoch ein Strom fließen und muss in diesem Fall auch berücksichtigt werden.

#### Modellierung dynamischer Effekte im Transportmodell
Bei der Ansteuerung mit sinus- oder pulsförmigen Signalen muss auch das dynamische Verhalten des Transistors beachtet werden. Dafür benötigt man, wie bei der Diode, die im Transistor auftretenden Sperr- und Diffusionskapazitäten.

##### Sperrschichtkapazitäten
Bei einem einzelnen Bipolartransistor treten zwei und bei integrierten Transistoren drei Sperrschichtkapazitäten auf. Die Emitterdiode ist durch die Emittersperrschichtkapazität {\displaystyle C_{S,E}\left(U_{B',E'}\right)} charakterisiert. Die Kollektordiode wird durch die Kollektorsperrschichtkapazität {\displaystyle C_{C,E}} beschrieben, welche sich aus der internen Sperrschichtkapazität {\displaystyle C_{S,Ci}} der aktiven Zone bei {\displaystyle B'} und der externen Sperrschichtkapazität {\displaystyle C_{S,Ce}} beim Basisanschluss {\displaystyle B} zusammen. Die Anteile der internen und externen Sperrschichtkapazität an der Kollektorsperrschichtkapazität wird durch den Parameter {\displaystyle x_{CSC}} dargestellt:
{\displaystyle {\begin{aligned}C_{S,C}&=C_{S,Ci}+C_{S,Ce}\\C_{S,Ci}\left(U_{B'C'}\right)&=x_{CSC}\cdot C_{S,C}\left(U_{B'C'}\right)\\C_{S,Ce}\left(U_{B'C'}\right)&=\left(1-x_{CSC}\right)\cdot C_{S,C}\left(U_{B'C'}\right)\end{aligned}}}
Bei Einzeltransistoren liegt der Faktor {\displaystyle x_{CSC}} meistens zwischen 0,5 und 1, was bedeutet, dass {\displaystyle C_{S,Ce}\leq C_{S,Ci}} ist. Bei integrierten Transistoren ist {\displaystyle x_{CSC}<0{,}5} und damit {\displaystyle C_{S,Ce}>C_{S,Ci}}.
Bei integrierten Transistoren tritt zusätzlich die Sperrschichtkapazität der Substratdiode {\displaystyle C_{S,S}} auf. Diese wirkt bei integrierten vertikalen npn-Transistoren am internen Kollektor {\displaystyle C'} und bei integrierten lateralen npn-Transistoren an der internen Basis {\displaystyle B'}. Daher gilt:
{\displaystyle {\begin{aligned}C_{S,S}&=C_{S,S}\left(U_{SC'}\right)\qquad {\text{(vertikal)}}\\C_{S,S}&=C_{S,S}\left(U_{SB'}\right)\qquad {\text{(lateral)}}\end{aligned}}}

##### Diffusionskapazitäten
Beim Transistor treten zwei Diffusionskapazitäten auf: die Diffusionskapazität der Emitterdiode {\displaystyle C_{D,N}} und die Diffusionskapazität der Kollektordiode {\displaystyle C_{D,I}}. In diesen werden die Emitterdiffusionsladung {\displaystyle Q_{D,N}} und die Kollektordiffusionsladung {\displaystyle Q_{D,I}} gespeichert. Die Diffusionsladungen ergeben sich aus dem Transportstrom {\displaystyle I_{T}}, welcher vom Kollektor zum Emitter fließt (siehe auch Transportmodell).
{\displaystyle Q_{D,N}=\tau _{N}\,B_{N}\,I_{B,N}=\tau _{N}\,I_{S}\,\left(e^{\frac {U_{B'E'}}{U_{T}}}-1\right)}
{\displaystyle Q_{D,I}=\tau _{N}\,B_{I}\,I_{B,I}=\tau _{I}\,I_{S}\left(e^{\frac {U_{B'C'}}{U_{T}}}-1\right)}
Wobei die Zeitkonstanten {\displaystyle \tau _{N}} und {\displaystyle \tau _{I}} als Transit-Zeit bezeichnet werden. Durch Differentiation ergeben sich aus diesen Gleichungen die Diffusionskapazitäten:
{\displaystyle C_{D,N}\left(U_{B'E'}\right)={\frac {\mathrm {d} \,Q_{D,N}}{\mathrm {d} \,U_{B',E'}}}={\frac {\tau _{N}\,I_{S}}{U_{T}}}\,e^{\frac {U_{B',E'}}{U_{T}}}}
{\displaystyle C_{D,I}\left(U_{B'C'}\right)={\frac {\mathrm {d} \,Q_{D,I}}{\mathrm {d} \,U_{B',C'}}}={\frac {\tau _{N}\,I_{S}}{U_{T}}}\,e^{\frac {U_{B',C'}}{U_{T}}}}
Die Diffusionskapazitäten {\displaystyle C_{D,N}} und {\displaystyle C_{D,I}} treten parallel zu den Sperrschichtkapazitäten {\displaystyle C_{S,E}} und {\displaystyle C_{S,Ci}} auf. Im Normalbetrieb ist die Kollektor-Diffusionskapazität {\displaystyle C_{D,I}} aufgrund der geringen inneren Basis-Kollektor-Spannung {\displaystyle U_{B',C'}} im Vergleich zur inneren Kollektor-Sperrschicht-Kapazität {\displaystyle C_{S,Ci}} sehr klein und kann daher vernachlässigt werden. {\displaystyle C_{D,I}} kann infolge der Vernachlässigung von {\displaystyle C_{D,I}} mit einer konstanten Transitzeit beschrieben werden, wodurch {\displaystyle \tau _{N}=\tau _{0,I}} angenommen wird.
Wenn der Transitstrom klein ist gilt {\displaystyle C_{D,N}<C_{D,N}}, bei großem Transitstrom hingegen gilt {\displaystyle C_{D,N}>C_{D,N}}. Um das korrekt darstellen zu können, muss {\displaystyle \tau _{N}} in der Ersatzschaltung genau modelliert werden. Eine Zunahme von {\displaystyle \tau _{N}} gei großen Strömen wirkt sich als Abnahme der Grenzfrequenzen und der Schaltgeschwindigkeit des Transistors aus.
Aufgrund des Hochstromeffektes nimmt die Diffusionsladung überproportional zu. Die Transitzeit ist daher nicht konstant und nimmt mit steigendem Strom zu. Der Early-Effekt wirkt sich ebenfalls aus, da dieser die effektive Dicke der der Basiszone und damit die in der Basiszone gespeicherte Ladung verändert. Da jedoch mit den Parametern {\displaystyle I_{K,N}} und {\displaystyle U_{A,N}} keine präzise Beschreibung möglich ist, wird eine empirisch bestimmte Gleichung zur Beschreibung verwendet:
{\displaystyle \tau _{N}=\tau _{0,N}\,\left[1+x_{\tau ,N}\,\left(3\,x^{2}-2\,x^{3}\right)\,2^{\frac {U_{B'C'}}{U_{\tau ,N}}}\right]}

Verlauf von in doppellogarithmischer Darstellung

wobei der Faktor x für das Polynom über die folgende Gleichung definiert ist:
{\displaystyle x={\frac {B_{N}\,I_{B,N}}{B_{N}\,I_{B,N}+I_{\tau ,N}}}={\frac {1}{1+{\frac {I_{\tau ,N}}{B_{N}\,I_{B,N}}}}}={\frac {1}{1+{\frac {I_{\tau _{N}}}{I_{S}\,\left(e^{\frac {U_{B'E'}}{U_{T}}}-1\right)}}}}}
Zusätzlich ist {\displaystyle \tau _{0},N} die ideale Transitzeit, {\displaystyle x_{\tau _{N}}} der Koeffizient der Transitzeit, {\displaystyle I_{K,N}} der Transitzeit-Kniestrom und {\displaystyle U_{\tau ,N}} die Transitzeit-Spannung. Der Koeffizient der Transitzeit {\displaystyle x_{\tau _{N}}} gibt an, wie stark {\displaystyle \tau _{N}} bei {\displaystyle U_{B'C'}=0\,\mathrm {V} } zunehmen kann:
{\displaystyle \lim _{I_{B,B}\to \infty }\tau _{N}=\tau _{0,N}\,\left(1+x_{\tau ,N}\right)\quad \forall {U_{B'C'}=0\,\mathrm {V} }}
Die Hälfte der maximalen Zunahme erhält man bei {\displaystyle I_{\tau ,N}=B_{N}\,I_{B,N}}:
{\displaystyle \tau _{N}=\tau _{0,N}\,\left(1+{\frac {x_{\tau ,N}}{2}}\right)\quad \forall \left(B_{N}\,I_{B,N}=I_{\tau ,N}\right)\land \left(U_{B'C'}=0\right)}
Daraus folgt, dass wenn die Spannung {\displaystyle U_{B'C'}} um den Betrag der Spannung {\displaystyle U_{\tau ,N}} sinkt, steigt {\displaystyle \tau _{N}} nur noch mit der halben Geschwindigkeit. d. h. für {\displaystyle U_{B'C'}=-n\,U_{\tau ,N}} ist die Zunahme von {\displaystyle \tau _{N}} um den Faktor {\displaystyle 2^{n}} kleiner.

### Statisches Kleinsignalmodell
Das statische Kleinsignalmodell beschreibt das Kleinsignalverhalten bei niedrigen Frequenzen und wird deshalb auch als Gleichstrom-Kleinsignalersatzschaltbild bezeichnet.
Aus dem Gummel-Poon-Modell wird durch Linearisierung im Arbeitspunkt das lineare Kleinsignalmodell. Der Arbeitspunkt wird in einem Bereich gewählt, in dem der Transistor nach erfolgter Dimensionierung arbeiten soll. Üblicherweise ist das der Normalbetrieb, weshalb im Weiteren Modelle für den Normalbetrieb gezeigt werden. Nach denselben Prinzipien kann man jedoch auch Modelle für die anderen Transistor-Betriebsarten erstellen.
Die Linearisierung des Gummel-Poon-Modells erfolgt, indem man die Kapazitäten weglässt – da diese bei Gleichstrom nicht wirken – und die Sperrströme vernachlässigt – also IB,I, IB,C und ID,S gleich Null setzt.
|  |  |

Weiters werden die nichtlinearen Größen {\displaystyle I_{B}=I_{B,N}\left(U_{B'E'}\right)+I_{B,E}\left(U_{B'E'}\right)} sowie {\displaystyle I_{C}=I_{T}\left(U_{B'E'},U_{C'E'}\right)} im Arbeitspunkt A linearisiert:
{\displaystyle S={\frac {\partial I_{C}}{\partial U_{B'E'}}}={\frac {I_{C,A}}{U_{T}}}\,\left(1-{\frac {U_{T}}{q_{B}}}\,{\frac {\partial q_{B}}{\partial U_{B'E'}}}\right)\quad \forall {A}}
{\displaystyle {\frac {1}{r_{BE}}}={\frac {\partial I_{B}}{\partial U_{B'E'}}}={\frac {I_{S}}{B_{N}\,U_{T}}}\,e^{\frac {U_{B'E',A}}{U_{T}}}+{\frac {I_{S,E}}{n_{E}\,U_{T}}}\,{\frac {U_{B'E',A}}{n_{E}\,U_{T}}}\quad \forall {A}}
{\displaystyle {\frac {1}{r_{CE}}}={\frac {\partial I_{C}}{\partial U_{C'E'}}}={\frac {I_{C,A}}{U_{A,N}+U_{C'E',A}-U_{B'E',A}\,\left(1+{\frac {U_{A,N}}{U_{A,I}}}\right)}}\quad \forall {A}}
In der Praxis werden zur weiteren Vereinfachung auch die Bahnwiderstände nicht berücksichtigt. Daraus erhält man das vereinfachte statische Kleinsignalmodell. Bei einer zusätzlichen Vernachlässigung des Early-Effektes durch {\displaystyle r_{CE}\to \infty } erhält man des Weiteren eine alternative Darstellungsart dieses vereinfachten Modells, welche durch Linearisierung aus dem vereinfachten statischen Kleinsignalmodell erstellt wird. Die alternative Darstellungsart ist aufgrund des vernachlässigten Early-Effekts jedoch nur Ausnahmefällen brauchbar, da die Berechnung anhand dieser Vereinfachung meist zu unbrauchbaren Ergebnissen führt. In der Literatur findet man zudem oft eine Darstellung mit einem zusätzlichen Widerstand zwischen Basis und Kollektor, der sich durch die Linearisierung der Kollektor-Basis-Diode aus dem Ebers-Moll-Modell ergibt, jedoch nicht zur Modellierung des Early-Effekts dient.
|  |  |

Es gelten die Gleichungen
{\displaystyle r_{E}={\frac {1}{S+{\frac {1}{r_{BE}}}}}\approx {\frac {1}{S}}}
{\displaystyle \alpha ={\frac {\beta }{1+\beta }}=S\,r_{E}}

## Modelle für das dynamische Verhalten

### Gummel-Poon-Modell
Das Gummel-Poon-Modell, benannt nach seinen geistigen Vätern Hermann Gummel und H. C. Poon, ist das vollständige Modell eines Bipolar-Transistors und wird zur Schaltungssimulation – etwa in PSpice – verwendet. Es basiert auf dem Transportmodell und modelliert alle statischen und dynamischen Effekte in diesem. Die Formelzeichen sind zu Beginn des Artikels aufgelistet.

Gummel-Poon-Modell eines npn-Bipolartransistors

Falls einige Werte im Datenblatt des Transistors nicht angegeben sind, werden (z. B. in PSpice) Standardwerte verwendet. In PSpice kommen folgende Standardwerte zur Anwendung:
| Parameter    | IS      | BN  | BI | nE  | nC | xT,I | fS  | Udiff,E, Udiff,C, Udiff,S | mS,E, mS,C | xCSC | IS,S, IS,E, IS,C, RB, RC, RE, CS0,E, CS0,C, CS0,S, τ0,N, τ0,I, xτ,N, xT,B, mS,S, Iτ,N | IK,N, IK,I, UA,N, UA,I, Uτ,N |
| Standardwert | 10−16 A | 100 | 1  | 1,5 | 2  | 3    | 0,5 | 0,75 V                    | 333·10−3   | 1    | 0                                                                                     | ∞                            |

Ein Standardwert von 0 oder ∞ bedeutet, dass der entsprechende Parameter so gesetzt wird, dass dieser Parameter keinen Einfluss auf die Berechnung hat und auf diese Weise nicht modelliert wird.
| Parameter             | PSpice- Bezeichnung | BC547B   | BC557B   | BUV47    | BFR92P   |
| --------------------- | ------------------- | -------- | -------- | -------- | -------- |
| IS                    | IS                  | 7 fA     | 1 fA     | 974 fA   | 0,12 fA  |
| BN                    | BF                  | 375      | 307      | 95       | 95       |
| BI                    | BR                  | 1        | 6,5      | 20,9     | 10,7     |
| IS,E                  | ISE                 | 68 fA    | 10,7 fA  | 2,57 pA  | 130 fA   |
| nE                    | NE                  | 1,58     | 1,76     | 1,2      | 1,9      |
| IK,N                  | IKF                 | 82 mA    | 92 mA    | 15,7 A   | 160 mA   |
| UA,N                  | VAF                 | 63 V     | 52 V     | 100 V    | 30 V     |
| RBe                   | RBM                 | 10 Ω     | 10 Ω     | 100 mΩ   | 6,2 Ω    |
| RBi                   | —                   | 0        | 0        | 0        | 7,8 Ω    |
| —                     | RB                  | 10 Ω     | 10 Ω     | 100 mΩ   | 15 Ω     |
| RC                    | RC                  | 1 Ω      | 1,1 Ω    | 35 mΩ    | 140 mΩ   |
| CS0,E                 | CJE                 | 11,5 pF  | 30 pF    | 1,093 nF | 1 fF     |
| Udiff,E               | VJE                 | 500 mV   | 500 mV   | 500 mV   | 710 mV   |
| mS,E                  | MJE                 | 672·10−3 | 333·10−3 | 333·10−3 | 347·10−3 |
| CS0,C                 | CJC                 | 5,25 pF  | 9,8 pF   | 364 pF   | 649 fF   |
| Udiff,C               | VJC                 | 570 mV   | 490 mV   | 500 mV   | 850 mV   |
| mS,C                  | MJC                 | 315·10−3 | 332·10−3 | 333·10−3 | 401·10−3 |
| xCSC                  | XCJC                | 1        | 1        | 1        | 130·10−3 |
| fS                    | FC                  | 500·10−3 | 500·10−3 | 500·10−3 | 500·10−3 |
| τ0,N                  | TF                  | 410 ps   | 612 ps   | 51,5 ns  | 27 ps    |
| xτ,N                  | XTF                 | 40       | 26       | 205      | 380·10−3 |
| Uτ,N                  | VTF                 | 10 V     | 10 V     | 10 V     | 330 mV   |
| Iτ,N                  | ITF                 | 1,49 A   | 1,37 A   | 100 A    | 4 mA     |
| τ0,I                  | TR                  | 10 ns    | 10 ns    | 988 ns   | 1,27 ns  |
| xT,I                  | XTI                 | 3        | 3        | 3        | 3        |
| xT,B                  | XTB                 | 1,5      | 1,5      | 1,5      | 1,5      |
| Anmerkungen: 1. 2. 3. |                     |          |          |          |          |

Zudem werden in PSpice einige weitere Effekte berücksichtigt, die im PSpice-Referenzhandbuch beschrieben werden, wofür das in PSpice verwendete Modell entsprechend erweitert wurde.

### Dynamisches Kleinsignalmodell

Dynamisches Kleinsignalmodell des Bipolartransistors

Wenn man das vollständige statische Kleinsignalmodell um die Sperrschicht- und Diffusionskapazitäten erweitert, erhält man das dynamische Kleinsignalmodell.
Die Emitterkapazität {\displaystyle C_{E}} setzt sich aus der Emitter-Sperrschicht-Kapazität {\displaystyle C_{S},E} und der Diffusionskapazität für den Normalbetrieb {\displaystyle C_{D,N}} zusammen:
{\displaystyle {\begin{aligned}C_{E}=&\,C_{S,E}\left(U_{B'E',A}\right)\\&+C_{D,N}\left(U_{B'E',A}\right)\end{aligned}}}
Die interne Kollektorkapazität {\displaystyle C_{Ci}} entspricht der internen Kollektor-Sperrschicht-Kapazität, da die interne Diffusionskapazität {\displaystyle C_{D,I}} wegen {\displaystyle U_{BC}\leq 0} vernachlässigbar klein ist:
{\displaystyle {\begin{aligned}C_{Ci}&=C_{S,Ci}\left(U_{B'C',A}\right)+C_{D,I}\left(U_{B'C',A}\right)\\&\approx C_{S,Ci}\left(U_{B'C',A}\right)\end{aligned}}}
Die externe Kollektorkapazität {\displaystyle C_{Ce}} und die Substratkapazität {\displaystyle C_{S}} entsprechen den jeweiligen Sperrschichtkapazitäten, wobei die Substratkapazität naturgemäß nur bei integrierten Transistoren zu finden ist:
{\displaystyle {\begin{aligned}C_{Ce}&=C_{S,Ce}\left(U_{BC',A}\right)\\C_{S}&=C_{S,C}\left(U_{SC',A}\right)\end{aligned}}}

Vereinfachtes dynamisches Kleinsignalmodell des Bipolartransistors

In der Praxis werden der Emitterwiderstand {\displaystyle R_{E}} und der Kollektorwiderstand {\displaystyle R_{C}} meist vernachlässigt, während der Basiswiderstand {\displaystyle R_{B}} nur in Ausnahmefällen vernachlässigt werden kann, da der Basiswiderstand einen starken Einfluss auf das dynamische Verhalten hat. Zudem wird in der Praxis die interne und externe Kollektorkapazität – ausgenommen bei integrierten Transistoren mit einer überwiegend externen Kollektorkapazität – als interne Kollektorkapazität {\displaystyle C_{C}} zusammengefasst. Daraus erhält man das vereinfachte dynamische Kleinsignalmodell:

#### Grenzfrequenz im Kleinsignalbetrieb
Mit Hilfe des statischen Kleinsignalmodells kann man die Frequenzgänge der Kleinsignalstromverstärkungen {\displaystyle \alpha } und {\displaystyle \beta }, sowie der Transmittanz {\displaystyle \mathbf {Y} _{21,e}}, rechnerisch ermitteln. Die jeweiligen Grenzfrequenzen {\displaystyle f_{\alpha }}, {\displaystyle f_{\beta }}, {\displaystyle f_{Y21e}}, sowie die Transitfrequenz {\displaystyle f_{T}} stellen ein Maß für die Schaltgeschwindigkeit und Bandbreite des Transistors dar. Es gilt der Zusammenhang
{\displaystyle f_{\beta }<f_{Y21e}<f_{T}\lessapprox f_{\alpha }}
Wird der Transistor in Emitterschaltung mit einer Stromquelle – bzw. mit einer Quelle mit einem Innenwiderstand {\displaystyle R_{i}} von {\displaystyle R_{i}\gg r_{BE}} – betrieben, spricht man von einer Stromsteuerung. Die Grenzfrequenz wird in diesem Fall durch die β-Grenzfrequenz {\displaystyle f_{\beta }} nach oben begrenzt.
Wird der Transistor hingegen in Emitterschaltung mit einer Spannungsquelle – bzw. mit einer Quelle mit einem Innenwiderstand {\displaystyle R_{i}} von {\displaystyle R_{i}\ll r_{BE}} – betrieben, spricht man von Spannungssteuerung. Die Grenzfrequenz wird in diesem Fall durch die Steilheitsgrenzfrequenz {\displaystyle f_{Y21e}} nach oben begrenzt.
Daraus folgt, dass man bei Spannungssteuerung eine höhere Grenzfrequenz und damit Bandbreite erreichen kann. Das gilt auch für die Kollektorschaltung. Die größte Bandbreite erreicht jedoch die Basisschaltung bei der allgemein die Bedingung {\displaystyle R_{i}>r_{E}} gilt und damit eine Stromsteuerung vorliegt und die Bandbreite durch die α-Grenzfrequenz {\displaystyle f_{\alpha }} nach oben begrenzt wird.
Die Bandbreite der Schaltung ist zusätzlich vom Arbeitspunkt abhängig. In Emitterschaltung mit Stromsteuerung und bei der Basisschaltung erhält man die maximale Bandbreite, indem man den Kollektorstrom {\displaystyle I_{C,A}} so einstellt, dass die Transitfrequenz den maximalen Wert erreicht. Bei der Emitterschaltung mit Spannungssteuerung besteht ein komplizierterer Zusammenhang, da zwar die Steilheitsfrequenz {\displaystyle f_{Y21e}} mit steigendem Kollektorstrom {\displaystyle I_{C},A} abnimmt, aber gleichzeitig die Schaltung der Kollektorschaltung niederohmiger wird und dadurch die ausgangsseitige Bandbreite der Schaltung erhöht wird.
Die Transitfrequenz {\displaystyle f_{T}} und die Ausgangskapazität in Basisschaltung {\displaystyle C_{\text{obo}}} (output, grounded base, open emitter) wird im Datenblatt des Transistors angegeben. {\displaystyle C_{\text{obo}}} entspricht der Kollektor-Basis-Kapazität {\displaystyle C_{CB}}. Daraus ergibt sich:
{\displaystyle C_{C}\approx C_{\text{obo}}}
{\displaystyle C_{E}\approx {\frac {S}{\omega _{T}}}-C_{\text{obo}}}